# Грамов Марат Володимирович
Марат Володимирович Грамов (27 листопада 1927, село Бридіно, тепер Торопецького району Тверської області, Російська Федерація — 26 лютого 1998, місто Москва) — радянський державний спортивний діяч, голова Державного комітету СРСР із фізичної культури та спорту, голова Національного олімпійського комітету СРСР. Кандидат у члени ЦК КПРС у 1986—1990 роках. Депутат Верховної Ради СРСР 11-го скликання. Член Міжнародного олімпійського комітету (у 1988—1992 роках). Кандидат історичних наук (1976).

## Життєпис
Народився в селянській родині. З грудня 1944 по листопад 1947 року служив у Радянській Армії радіотелеграфістом військ ППО.
У 1948—1950 роках — завідувач сектора, завідувач відділу Усть-Джегутинського районного комітету ВЛКСМ Ставропольського краю. У 1950 році — 2-й секретар Лібкнехтовського районного комітету ВЛКСМ Ставропольського краю. У 1950—1953 роках — 1-й секретар Спіцевського районного комітету ВЛКСМ Ставропольського краю.
Член ВКП(б) з 1951 року.
У 1953—1955 роках — завідувач відділу редакції Ставропольської крайової газети «Молодой ленинец».
У 1955—1959 роках — слухач Саратовської вищої партійної школи.
У 1959—1960 роках — редактор Курсавської районної газети «Знамя Октября» Ставропольського краю.
У 1960—1961 роках — 2-й секретар Курсавського районного комітету КПРС Ставропольського краю.
У 1961—1964 роках — завідувач відділу партійного життя, заступник редактора, 1-й заступник редактора крайової газети «Ставропольская правда».
У 1964—1967 роках — заступник завідувача відділу пропаганди і агітації Ставропольського крайового комітету КПРС.
У 1967—1974 роках — інструктор, завідувач сектора, в 1974—1983 роках — заступник завідувача відділу пропаганди ЦК КПРС.
11 квітня 1983 — квітень 1986 року — голова Комітету з фізичної культури і спорту при РМ СРСР. У квітні 1986 — 7 червня 1989 року — голова Державного комітету СРСР із фізичної культури та спорту. Одночасно в 1983—1989 роках — голова Національного олімпійського комітету СРСР. У 1988—1992 роках —  Член Міжнародного олімпійського комітету.
З червня 1989 року — персональний пенсіонер союзного значення в Москві.
Помер 26 лютого 1998 року в Москві. Похований на Кунцевському цвинтарі.

## Нагороди і звання
- орден Леніна (26.11.1987)
- орден Трудового Червоного Прапора
- два ордени «Знак Пошани»
- орден Дружби народів
- орден ФІФА «За заслуги»
- медалі